# Барра-Велья
Барра-Велья (порт. Barra Velha)  —  муниципалитет в Бразилии, входит в штат Санта-Катарина. Составная часть мезорегиона Вали-ду-Итажаи. Входит в экономико-статистический  микрорегион Итажаи. Население составляет 19 225 человек на 2006 год. Занимает площадь 140,160 км². Плотность населения — 137,2 чел./км².

## История
Город основан 7 декабря 1961 года.

## Статистика
- Валовой внутренний продукт на 2003 составляет 132.929.081,00 реалов (данные: Бразильский институт географии и статистики).
- Валовой внутренний продукт на душу населения на 2003 составляет 7.582,95 реалов (данные: Бразильский институт географии и статистики).
- Индекс развития человеческого потенциала на 2000 составляет 0,792 (данные: Программа развития ООН).

## География
Климат местности: субтропический. В соответствии с классификацией Кёппена, климат относится к категории Cfa.